# Hydrobiosella mixta
Hydrobiosella mixta là một loài Trichoptera trong họ Philopotamidae. Chúng phân bố ở miền Australasia.